# كأس الاتحاد الأوروبي 1982–83
كأس الاتحاد الأوروبي 1982–83 (بالإنجليزية: 1982–83 UEFA Cup)‏ هو الموسم الثاني عشر من بطولة كأس الاتحاد الأوروبي. أقيم بمشاركة 64 فريقاً.
حقق أندرلخت البلجيكي لقب البطولة للمرة الأولى في تاريخه بعد فوزه في النهائي على بنفيكا البرتغالي بنتيجة 2-1 في مجموع المباراتين.